# Pochvalov
Pochvalov település Csehországban, Rakovníki járásban. Pochvalov Ročov, Kozojedy, Smilovice és Třeboc településekkel határos. Lakosainak száma 250 fő (2024. január 1.).

## Népesség
A település lakosságának változását az alábbi diagram mutatja:
| Lakosok száma | 507  | 597  | 559  | 370  | 281  | 261  | 263  | 265  | 254  | 250  |
|               | 1869 | 1900 | 1921 | 1961 | 1980 | 2011 | 2016 | 2019 | 2021 | 2024 |